# ادریسا دومبیا
ادریسا دومبیا (انگلیسی: Idrissa Doumbia؛ زادهٔ ۱۴ آوریل ۱۹۹۸) بازیکن فوتبال اهل ساحل عاج است.
از باشگاه‌هایی که در آن بازی کرده است می‌توان به باشگاه فوتبال اندرلشت اشاره کرد.
وی همچنین در تیم‌های ملی فوتبال زیر ۲۰ سال ساحل عاج و ساحل عاج بازی کرده است.